# میراث فرهنگی ارمنیان در ترکیه
| ارمنستان          | ۱۹۱۴      | ۲۰۱۱      |
| ----------------- | --------- | --------- |
| جمعیت             | ۱٬۹۱۴٬۶۲۰ | ۶۰٬۰۰۰    |
| کلیساها و صومعه‌ها | ۲٬۵۳۸     | ۳۴ (دایر) |
| مدارس             | ۱٬۹۹۶     | ۱۸        |

| |  |  |
| قبل از سال ۱۹۱۵، بسیاری از مدارس ارمنی‌ها در شرق ترکیه قرار داشت در حال حاضر همه آنان در استانبول قرار دارد. دانشگاه ساناساریان ۱۸۸۱ میلادی و دبیرستان ارمنی ۱۸۸۶ میلادی |  |  |

میراث فرهنگی ارمنیان در ترکیه اشاره به کلیساها و صومعه‌ها، مراکز علمی و فرهنگی ارمنیان، کتاب‌های دست‌نویس که قدمتی چندین صدساله و گاهی بیش از هزار سال داشتند و اموال غیرمنقول کلیساها توسط دولت ترکیه تخریب، مصادره و غارت شدند.
در گزارش ارائه شده از سوی بوغوس نوبار پاشا و آوتیس آهارونیان به کنفرانس صلح پاریس (۱۹۱۹) شمار مراکز مذهبی و فرهنگی که دارایی‌های آن‌ها به دست دولت عثمانی و جمهوری ترکیه غارت و مصادره شده بود؛ بالغ بر ۲٬۳۰۰ کلیسا و صومعه، ۲۶ مدرسهٔ عالی، ۱٬۴۳۹ مدرسهٔ ابتدایی و ۴۲ یتیم‌خانه می‌شد که کلیهٔ آن‌ها تحت نظارت ۸۳ اسقف‌نشین در کل ارمنستان غربی فعالیت داشتند.
بسیاری از نویسندگان و محققان نابودی میراث فرهنگی ارمنیان در ترکیه را نسل‌کشی فرهنگی نام می‌برند.

## تاریخ

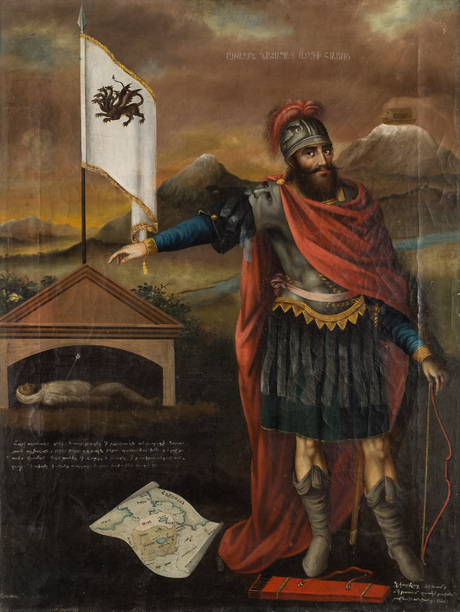
هایک

در جهان‌بینی و نگرش ملی ارمنیان اسامی مکان‌ها به منزلهٔ مجموعه‌ای به هم پیوسته از نظر طبیعی و جغرافیایی ارزشی خاصی دارد. ارمنیان خود را «های» به (زبان انگلیسی hay) و کشورشان را «هایاستان» به (زبان انگلیسی hayastan) می‌نامند.
این اسامی در واقع از نام هایک، که پدر ملت ارمنی به حساب می‌آید، گرفته شده‌است از این رو، این نام از نگاه قوم‌نگاری و مطالعهٔ علمی نژاد ارمنی و شناخت چگونگی تکامل فرهنگ این ملت، در خاستگاه اصلی خود؛ یعنی، ارمنستان، بسیار با اهمیت است.
از دیر باز نام هایک، هایاستان و آرمنیا به منزلهٔ کشور و ملتی باستانی شناخته شده. در واقع، در این منطقهٔ جغرافیایی است که کشاورزی، صنایع، شهرسازی، معماری، اخترشناسی، علوم دینی و اسطورههایی توسط ارمنیان به وجود آمده‌است.
علم جغرافیای تاریخی از منظر قوم‌نگاری و مطالعهٔ علمی نژاد ارمنی جایگاه خاصی را به لحاظ برشمردن ارزش‌های فرهنگی و تاریخی ملت ارمنی داراست. اسامی ای که مناطق مختلف سرزمین کوهستانی ارمنستان، به منزلهٔ جایگاه جغرافیای تاریخی ارمنیان، بدان نامیده شده به نوعی بیانگر نگرش قومی ارمنیان در مورد مصون نگاه داشتن کشور از تجاوز بیگانگان است.
دولت ترکیه از زمانی که ارمنستان غربی را به اشغال درآورده با پیگیری چنین سیاست‌هایی اقدام به تحریف و تغییر اسامی مکان‌های جغرافیایی ارمنستان غربی و کیلیکیه کرده و همواره سیاست خود را بر این اساس پی ریخته‌است.
از ۱۸۷۸ میلادی، مسئله ارمنی یکی از موضوعهایی است که در مجامع بین‌المللی به بحث و بررسی گذاشته شده. از همان زمان نیز شاهد فعالیت‌هایی از سوی دولتهای وقت ترکیه به منظور حذف اسامی ارمنی و کوهستان‌ها یا بلندیها بوده‌است.
دولت ترکیه، بر پایهٔ سیاست‌های پان تورانیسم و به منظور ادامهٔ سیاست قتل‌عام و نسل‌کشی فیزیکی ملت ارمنی، شروع به تحریف و تغییر اسامی مکان‌ها در ارمنستان غربی کردند. می‌توان شروع این روند را از ۱۸۷۸ میلادی و پس از عقد معاهدهٔ سان استفانو دانست.
در مادهٔ ۱۶ این معاهده، از ارمنستان و شش ولایت ارمنی ترکیه یاد شده اما پس از آن، در پیمان برلین (۱۸۷۸)، بند ۶۱، که به ارمنستان اختصاص داده شده، کلمهٔ ارمنستان حذف و فقط نام استان‌های ارمنی‌نشین ذکر شده‌است.
حکومتهای ترکیه به این نیز بسنده نکردند و به جای ارمنستان غربی کلمهٔ ترکیهٔ شرقی یا کردستان را رواج دادند. بدین ترتیب، در ۱۸۷۸ میلادی، حکومت ترکیه با ارسال تلگرافهای محرمانه برای استاندارهای خود آن‌ها را از کاربرد کلمهٔ ارمنستان در مکاتبات خود منع کرد و همچنین در مطبوعات نیز استفاده از کلمهٔ ارمنستان ممنوع شد.
پیگیری این مسئله از سوی حکومت عثمانی در ۱۸۹۰ میلادی عمق بیشتری یافت، زمانی که حکومت‌های تُرک در صدد برنامه‌ریزی کشتار و نسل‌کشی ارمنیان بودند.
در ۲۶ ژانویه ۱۹۱۴ میلادی، در توافقنامه‌ای که بین روسیه و حکومت ترکیه به امضا می‌رسد و در اثر فشار حکومت ترکهای جوان به روسیه، کلمهٔ ناحیه آناتولی شرقی جایگزین کلمهٔ ارمنستان می‌شود.
سیاست تحریف اسامی از سوی حکومت ترکیه نه فقط در مورد ملت ارمنی و ارمنستان بلکه در مورد ملت‌های بالکان و کشورهای اروپایی تحت سلطهٔ حکومت ترکیهٔ عثمانی نیز صورت می‌گرفت. از این رو، کشورهای اروپایی در کنفرانس صلح پاریس (۱۹۱۹) میلادی، در پاسخ به سؤال توماس وودرو ویلسون، اعلام کردند که یکی از اهدافشان «بیرون راندن حکومت عثمانی از اروپا به منزلهٔ حکومتی کاملاً دور و ناآشنا به تمدن اروپایی» است.

## ارمنستان غربی و آناتولی شرقی
ارمنستان غربی به بخشی از سرزمین کوهستانی ارمنستان و منطقه‌ای از کرانهٔ رودخانهٔ کورا و ساحل دریای سیاه، به سمت ارمنستان کوچک و کوهستانهای پونتیک، به طرف دشت‌های شمال میان رودان، گفته می‌شود و تغییر این نام به آناتولی شرقی از سوی حکومت‌ها و منابع تُرک در راستای نادیده انگاشتن جغرافیای تاریخی این منطقه از جهان است در صورتی که آناتولی، در واقع، به منطقه‌ای از آسیای صغیر گفته می‌شود که فلات ارمنستان به هیچ وجه در آن قرار نمی‌گیرد.

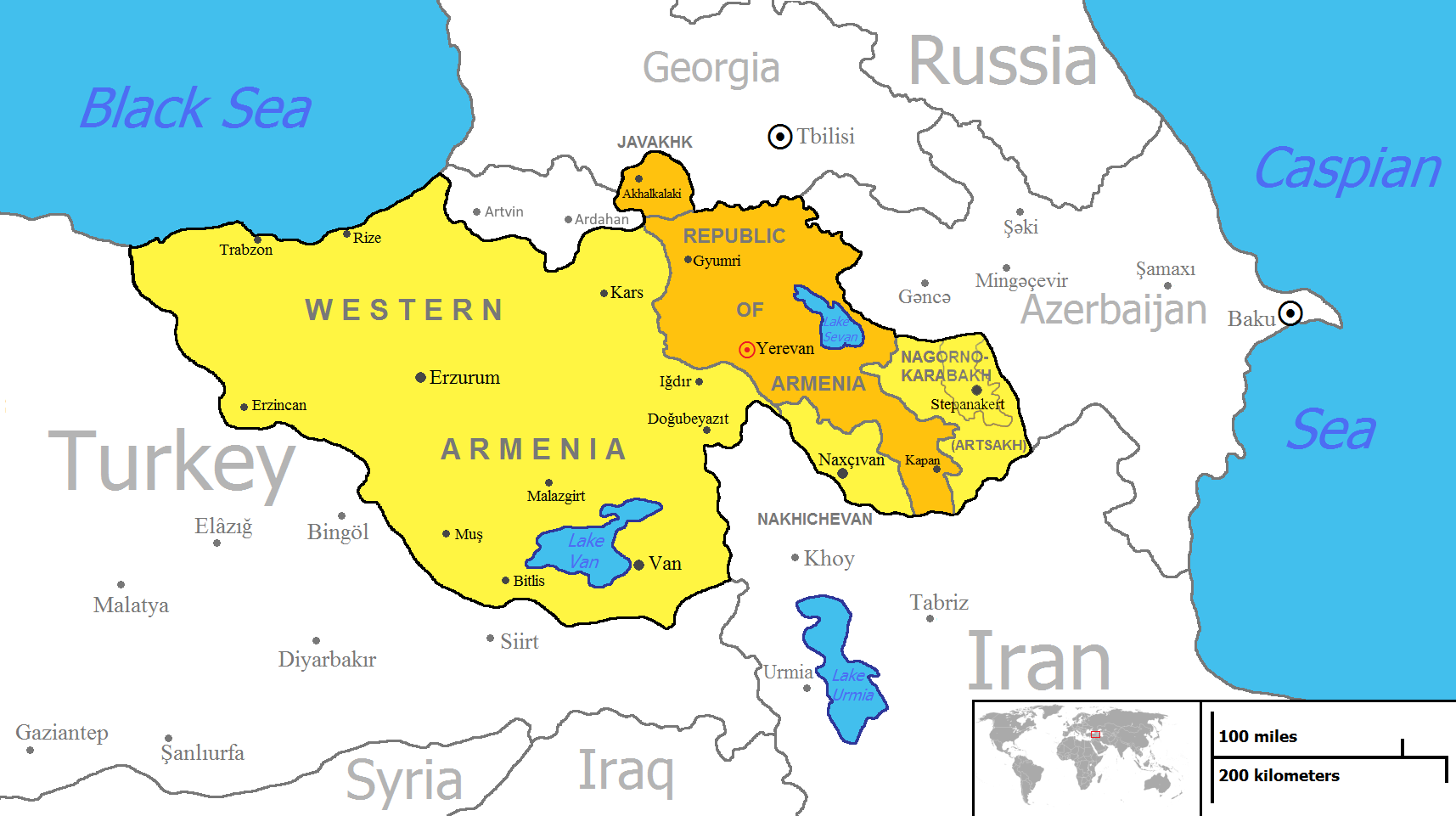
موقعیت اولین جمهوری ارمنستان ۱۹۱۸م و ارمنستان غربی

کلمهٔ کوهستان‌ها یا فلات ارمنستان کلمه‌ای کاملاً علمی است که از لحاظ زمین‌شناسی به مناطق خاص جغرافیایی، که دارای شرایط یکسان از لحاظ جغرافیایی و زمین‌شناسی هستند، گفته می‌شود. فلات ارمنستان از لحاظ علمی عبارت است از برجستگیهایی در سطح زمین که پیدایش آن‌ها معلول شرایطی خاص در آسیا بوده. این برجستگیها را زمین‌شناس معروف آلمانی، اتو ویلهلم هرمان فن آبیش بلندیها یا کوهستان‌های ارمنستان نامیده‌است.
نام «آناتولی شرقی» کلمه‌ای کاملاً ساختگی محسوب می‌شود. در واقع آناتولی کلمه‌ای یونانی به معنای شرق و آناتولیکون در این زبان به معنای شرقی است. در زمان امپراتوری روم شرقی، بخشی از سپاه آناتولیون نامیده می‌شد زیرا در منطقهٔ آناتولیا قرار گرفته بود که براساس جغرافیای تاریخی و منابع علمی بر جای مانده از آن دوران به منطقهٔ آسیای صغیر گفته می‌شده و از آنجایی که آسیای صغیر در غرب کوهستان‌های ارمنستان قرار گرفته پس آناتولی و هیچ‌یک از بخش‌های غربی، مرکزی و شرقی آن، با توجه به نقشه‌های موجود و همچنین تقسیمات اداری آن زمان، نمی‌توانسته از مرزهای آسیای صغیر بیرون باشد. در نتیجه، آناتولی نمی‌تواند منطقه‌ای در غرب کوهستان‌های ارمنستان باشد.
در دایرهٔ المعارف تاریخ جهان، چاپ آمریکا، آورده شده که حکومت منوآ تمامی کوهستان‌های ارمنستان را دربر می‌گرفته در صورتی‌که آسیای صغیر یا آناتولی شبه جزیره‌ای است که از کوهستان‌های ارمنستان به طرف غرب و دریای اژه امتداد می‌یابد و در شمال آن دریای سیاه و در جنوب آن دریای مدیترانه قرار دارد.
در خصوص استفاده از کلمهٔ آناتولی شرقی به جای ارمنستان غربی، محقق روس، ایوان رادسیگِر، می‌نویسد:
«در حال حاضر محققان تُرک و جمهوری آذربایجان به جای استفاده از کلمهٔ ارمنستان غربی از کلمه‌ای ساختگی با عنوان آناتولی شرقی برای این منطقه استفاده می‌کنند که یکی از کشفهای محققان ساختگی این دو حکومت است. در ترکیه، اسامی بسیاری وجود دارد که به نوعی می‌توان گفت میراث امپراتوری روم شرقی هستند و در واقع، ریشه‌هایی یونانی دارند؛ برای مثال، کلمهٔ یونانی آناتولی، به معنای شرقی، به منزلهٔ مرکز حکومت تُرک که یونانیها از این نام آسیای صغیر را در نظر دارند در صورتی که عبارت آناتولی شرقی را می‌توان شرقستان شرقی ترجمه کرد. پس می‌توان نتیجه گرفت که همچنین شرقستان غربی، جنوبی و شمالی نیز وجود دارد و بسیار جالب است بدانیم که عکس العمل آن‌ها چگونه خواهد بود اگر کشورشان را چهار شرقستان یا سه شرقستان یا همان شرقستان نامگذاری کنند؟»
بنابراین، این محقق روس به صراحت عنوان می‌کند که آناتولی شرقی هیچ ارتباطی با کوهستان‌ها یا فلات مرتفع ارمنستان و خصوصاً، ارمنستان غربی نداشته و نخواهد داشت.

## تغییر اسامی اراضی ارمنستان غربی
تغییر نام مناطق جغرافیایی ارمنی اولین با در دوران سلطنت عبدالحمید دوم در سال ۱۸۸۰ میلادی صورت گرفت که به کار بردن نام ارمنستان در مطبوعات و مدرسه و اداره‌های دولتی ممنوع شد و به جای آن کلماتی مانند آناتولی یا کردستان جایگزین شد. در ادامه سیاست ترک سازی این تغییرات تا سده ۲۱ ادامه یافت به این صورت که نام حیوانات و اشخاص تأثیرگذار و صاحب نام در دولت عثمانی مانند: خانواده بالیان به لاتین "Balyan" (که از معماران معروف آن زمان بود. فهرست معماران ارمنی) هویت او تحت یک نام خانواده ایتالیایی به نام "Baliani" پنهان شد.
هدف از این کار تغییر و تحریف رویدادهای تاریخی ارمنیان بود. بیشترین تغییرات نام‌های جغرافیایی ارمنی در شش ولایت ارمنی صورت گرفت. تغییرات بدین گونه صورت گرفت که:روستاها و شهرها و دیگر مناطق جغرافیایی که پسوند نام آن (kert) که به زبان ارمنی (ساخت یا ساختن توسط)، می‌باشد صورت گرفت مانند:
"Norakert,Dikranagert,Noyakert,Manavazkert" به "Malazgirt" یا مانند آن تغییر یافت.
یا مانند:پسوند نام (shen) که به زبان ارمنی (روستا)، می‌باشد. شهر "Aratashen,Pemzashen,Norashen"
که شهر "Norashen" به زبان ارمنی به معنی (روستای نو) می‌باشد به نام ترکی "Güroymak" تغییر نام یافت. یا مانند نام‌های "Charentsavan,Nakhichevan,Tatvan" که (van) به زبان ارمنی به معنی (شهر) می‌باشد که دلالت بر ارمنی بودن آن شهرها است.
بعد از نسل‌کشی ارمنیان و خالی شدن شهرها و روستاها از ساکنین اصلی آن این تغییرات صورت کامل به خود گرفته شد.
تعداد ۳٬۶۰۰ نام ارمنی تغییر یافته‌است و به این تعداد نام‌های ارمنی که به کُردی و بعد به تُرکی تغییر یافتند نیز اضافه نمود.

نام‌های جغرافیایی ارمنی تغییر نام داد شده در ترکیه

| نام ارمنی شهرها            | نام تغییر یافته شده به: | یادداشت                                                                                            |
| -------------------------- | ----------------------- | -------------------------------------------------------------------------------------------------- |
| Govdun                     | Goydun                  | معنی شهر به زبان ارمنی (dun به معنی خانه Gov به معنی گاو)                                          |
| Aghtamar                   | Akdamar                 | نام آختامار ارمنی است. منشأ و معنای نام آختامار از افسانه‌های قدیمی ارمنی برگرفته‌است. جزیره آختامار |
| Akn                        | Eğin, later Kemaliye    | به زبان ارمنی به معنی (چشمه)                                                                       |
| Manavazkert                | Malazgirt               | به زبان ارمنی شهر منوا، شهری که توسط او ساخته شده‌است، منوآ پادشاه اورارتو                          |
| Vostan                     | Gevaş                   | به زبان ارمنی (متعلق به پادشاه)                                                                    |
| Kayl Ket                   | Kelkit River            | به زبان ارمنی (رودخانه گرگ)                                                                        |
| Norashen                   | Güroymak                | به زبان ارمنی (شهر جدید)                                                                           |
| Zeytun                     | Süleymanlı              | به زبان ارمنی (زیتون)                                                                              |
| sasna/Sassoun              | Sason                   | بر گرفته از نام داوید ساسونی یکی از پهلوانان میهنی ارمنستان                                        |
| Çermuk                     | Çermik                  | به زبان ارمنی (چشمه‌های آب گرم)                                                                     |
| Khachkar                   | Kaçkar                  | به زبان ارمنی (خاچکار-چلیپاسنگ)                                                                    |
| Everek                     | Develi                  | مشتق از کلمه ارمنی "Averag" به معنی (ویرانه‌ها)                                                     |
| Karpert                    | Harput, later Elâzığ    | به زبان ارمنی (قلعه سنگی)                                                                          |
| Ani                        | Anı                     | پایتخت تاریخی ارمنیان متعلق به دودمان باگراتونی، آنی (شهر باستانی)                                 |
| Sevaverag                  | Siverek                 | به زبان ارمنی (ویرانه‌های سیاه)                                                                     |
| Chabakchur                 | Bingöl                  | به زبان ارمنی (آب خروشان)                                                                          |
| Metskert                   | Mazgirt                 | به زبان ارمنی (شهر بزرگ)                                                                           |
| Pertak                     | Pertek                  | به زبان ارمنی (قلعه کوچک)                                                                          |
| kaṛuts berd/Kars           | ghars                   | به زبان ارمنی (عروس یا قلعه، قلعه ساخته شده)                                                       |
| Tigranakert or Dikranakerd | Diyarbakır              | تیگراناکرت                                                                                         |
| karin                      | Erzurum                 | |
| Sġerd                      | siirt                   | |
| yerznka                    | Erzincan                | |
| Baghesh/Paghesh            | bitlis                  | |
| Ardvin                     | artvin                  | |

## نابودسازی فرهنگی
بعد از نسل‌کشی ارمنیان و خالی شدن سکنه ارمنی در ترکیه؛ خانه‌های متروکهٔ ارمنیان برای یافتن گنج‌های پنهان کندوکاو شدند، زیرا روستاییان تُرک و کُرد منطقه این باور را داشتند که ارمنیان با هدف بازگشت به خانهٔ خود کلیهٔ اموال قیمتی را در خانه‌هایشان پنهان کرده‌اند؛ لذا تخریب‌های انجام شده در این دورهٔ زمانی چندان گسترده و سازمان یافته نبود که باعث محو بناها شود. با اشغال ارمنستان توسط ارتش سرخ شوروی در سال ۱۹۲۰ میلادی و سقوط اولین جمهوری ارمنستان با کمک ترکیه، پیمان دوستی بین شوروی و ترکیه به امضا رسید که به عهدنامه مسکو (۱۹۲۱) معروف گردید و طی آن مناطقی از غرب ارمنستان به ترکیه واگذار گردید. در این مناطق تعداد زیادی کلیسا و صومعه وجود داشت که تا آن زمان هنوز سالم و فعال بودند. اولین ویرانگری‌های سازمان یافتهٔ ارتش ترکیه در پایان جنگ جهانی اول در آنی (شهر باستانی)، انجام شد.
| موقعیت کلیساها اوایل قرن بیستم/موقعیت کلیساها در سال ۲۰۱۳ میلادی |
| --- |
| Holy Apostles Monastery in the 1900s |
| کلیسای آراکلوتس در نزدیکی شهر موش در غرب دریاچه وان قرار دارد. کلیسای اولیهٔ آن در قرن چهارم میلادی بنا شده و سپس در قرن یازدهم میلادی به یک مجتمع مذهبی و علمی مهم ارمنستان تبدیل گردیده‌است. در این مکان قرن‌ها کتاب‌های دست‌نویس تهیه می‌کردند و کتاب‌های بسیاری از ملت‌های مختلف نیز به زبان ارمنی ترجمه می‌شدند. در اواخر قرن نوزدهم میلادی چاپخانه و مدرسهٔ آموزش کشاورزی در آن تأسیس کردند، ولی تمامی آن‌ها در وقایع۱۹۱۵ م نابود شدند و دیر متروکه گردید. سپس تخریب تدریجی این بنا آغاز شد و سرانجام در دههٔ۱۹۶۰ م هدف گلوله‌های توپخانهٔ ارتش ترکیه قرار گرفت. |
| کلیسای کاراپت مقدس ۱۹۱۵ |
| کلیسای کاراپت مقدس، واقع در نزدیکی شهر موش، یکی از مهم‌ترین زیارتگاه‌های ارمنیان بوده که توسط گریگور مقدس در قرن چهارم میلادی بنا شده‌است. این مکان نه تنها اهمیت مذهبی داشته، بلکه یکی از مراکز مهم علمی منطقه تا سال ۱۹۱۵ میلادی به‌شمار می‌رفته‌است. این دیر بزرگ چندین کلیسا، کتابخانه‌ای بزرگ برای نگهداری کتاب‌های دست‌نویس، چاپخانه، مدرسه، نوانخانه و غیره داشت که متأسفانه پس از وقایع سال ۱۹۱۵ میلادی، تاراج شد، ولی ساختمان دیر تا سال ۱۹۵۰ میلادی پابرجا بود که با تخریب‌های اعمال شده در حال حاضر چیز قابل توجهی از آن باقی نمانده و به جای دیر و با سنگ‌های آن یک روستای بزرگ ساخته شده‌است. سنگ‌های حجاری شدهٔ کلیساها را به وضوح می‌توان در دیوارهای خانه‌های روستایی مشاهده کرد.عکس کلیسا ۲۰۱۳م |
| کلیسای واراگا ۱۹۲۳ |
| کلیسای واراگا واقع در شرق شهر وان، از قرن دهم میلادی مرکز مهم مذهبی و علمی ارمنیان جنوب شرق ترکیهٔ فعلی محسوب می‌شد و تا سال ۱۹۱۵ میلادی فعالیتش ادامه داشت. در این سال بعد از کشتار راهبان آن متروکه گردید و سپس تخریب کلیساهای آن آغاز و با سنگ‌های تراشیده شده خانه‌های روستایی بنا شد. بعد از سال ۱۹۸۷ میلادی روند تخریب سرعت بیشتری به خود گرفت تا جایی که در حال حاضر از هفت بنای اصلی این دیر، سه بنا کاملاً محو شده‌اند و بقیه نیز نیمه ویران‌اند. یکی از دلایل مهم تخریب نشدن این کلیسا تا سال‌های اخیر، کاربرد جدید آن بوده‌است، چرا که آن را به آغل احشام روستا تبدیل کردند. خوشبختانه در سال‌های اخیر روستاییان سعی در حفظ وضعیت فعلی آن کرده‌اند، زیرا گردشگران بسیاری برای بازدید از نقاشی‌های دیواری بسیار زیبای آن (متعلق به قرن دهم میلادی) به آن منطقه مسافرت می‌کنند و ویرانه‌های این دیر قدیمی موجب کسب درآمد شده‌است. |
| |
| کلیسای نارِگ، واقع در جنوب دریاچهٔ وان که در منطقه‌ای به نام ادرمیت قرار داشته در قرن دهم میلادی با همت گریگور نارکاتسی ساخته شده‌است. این دیر یکی از مراکز علمی و مذهبی مهم ارمنیان به‌شمار می‌آمد و در آن کتاب‌های دست‌نویس بسیاری نگهداری می‌شد. این دیر نیز بعد از وقایع ۱۹۱۵ میلادی متروکه گردید و در سال ۱۹۵۰ میلادی با بسیج روستاییان توسط ارتش ترکیه تمامی ساختمان‌های دیر در مدت کوتاهی تخریب و به جای آن خانه‌های روستاییان بنا شد. در حال حاضر اثری از آن باقی نمانده‌است. |
| کلیسای مریم مقدس، که در شرق شهر وان قرار داشته و تا سال ۱۹۱۵ میلادی فعال بوده در سال‌های قبل از ۱۹۵۰ میلادی کاملاً تخریب گردید به‌طوری‌که حتی سنگ‌های قبرستان اطراف آن نیز کاملاً نابود شدند. طی دهه‌های ۱۹۶۰ و ۱۹۷۰ میلادی، تخریب بناها کماکان ادامه داشت و ساختمان‌هایی که برای ارمنیان اهمیت مذهبی، تاریخی و فرهنگی خاصی داشتند و هنوز کاملاً تخریب نشده بودند، شناسایی شدند و در اولویت تخریب قرار گرفتند؛ همچون دیر هوگه وانگ، که قرن‌ها تصویر مریم مقدس در آن نگهداری می‌شد و از زیارتگاه‌های مهم ارمنیان محسوب می‌گردید، طی این سال‌ها کاملاً تخریب شد. |
| کلیسای بارتقیموس مقدس ۱۹۱۱ |
| کلیسای بارتوقیمئوس مقدس واقع در نزدیکی شهر باش قلعه در شرق ترکیه برای ارمنیان، همچون قره کلیسا در ایران، اهمیت مذهبی بسیار زیادی دارد. در محراب کلیسا قبر بارتقیموس قدیس، از حواریون حضرت مسیح، واقع است که از قرن اول میلادی تا سال ۱۹۱۵ میلادی زیارتگاه مسیحیان، به خصوص ارمنیان، بوده‌است و بعد از قتل‌عام ارمنیان و آشوری‌های منطقه، متروکه و قسمتی از آن تخریب شد. از آنجا که این مکان برای مسیحیان اهمیت بسزایی دارد، برای جلوگیری از مرمت و زیارت آن توسط مسیحیان، به خصوص ارمنیان، درگیری با کردهای منطقه را بهانه قرار دادند و با احداث پادگان در اطراف آن، منطقه را نظامی اعلام کردند. |
| |
| کلیسای ارمنی لیم در جزیره‌ای که گئورک مقدس نامیده می‌شد. آن را در ۱۳۰۵ میلادی ساخته شده بود و در سال ۱۶۲۱ و ۱۷۶۶ میلادی گسترش یافته‌است. |
| کلیسای جامع آراپگیر |
| کلیسای جامع آراپگیر به نام مادر مقدس خدا در سده ۱۳ ساخته شده‌است. این یکی از بزرگترین کلیسا در ارمنستان غربی بود. این کلیسا قادر به اسکان ۳۰۰۰ نفر بوده‌است. کلیسای جامع در سال ۱۹۱۵ میلادی در جریان نسل‌کشی ارمنیان حمله و غارت شد و به آتش کشیدند و پس از نسل‌کشی ارمنیان کلیسای جامع ترمیم شد و به عنوان یک مدرسه مورد استفاده قرار گرفت. در سال ۱۹۵۰ میلادی شهرداری آراپگیر تصمیم به تخریب کلیسای جامع گرفت و بالاخره در ۱۸ سپتامبر سال ۱۹۵۷ میلادی کلیسای جامع با دینامیت منفجر شد. |
| کلیسای خسکونک |
| کلیسای خسکونک در منطقهٔ قارص و نزدیک روستای دیغور، در قرن یازدهم میلادی بنا شده و به بش کلیسا معروف بوده‌است. این دیر پس از سال ۱۹۲۰ میلادی متروکه و در سال ۱۹۶۴ میلادی توسط ارتش ترکیه با مواد منفجره کاملاً منهدم گردید. از این مجموعهٔ بزرگ تنها یک کلیسا باقی‌مانده‌است. |
| کلیسای نجات دهنده مقدس |
| وضعیت کنونی کلیسای نجات دهنده مقدس (آنی (شهر باستانی)) |
| کلیسای کتوتس |
| کلیسای کتوتس ساخته شده در اوایل سده پانزده میلادی در کناره دریاچه وان |
| |
| کلیسای حواریون (قارص) ساخته شده در اوایل سده ده میلادی در کارس |
| |
| کلیسای صلیب مقدس، کلیسایی است متعلق به ارمنیان بر روی جزیره آختامار که در جنوب دریاچه وان و در فاصلهٔ ۳ تا ۳/۵ کیلومتری ساحل قرار دارد در سال ۹۱۵ تا ۹۲۱ میلادی، به دستور گاگیک یکم واسپوراکان پادشاه وقت واسپوراکان؛ توسط معمار ارمنی مانوئل بنا شد. |

## پیمان لوزان و وضعیت حقوقی آثار باستانی متعلق به ارمنیان
|                                                                                 |  |  |
| کلیسای بارتوقیمئوس مقدس در سال ۱۹۱۵ میلادی و باقی‌مانده کلیسا در سال ۲۰۰۹ میلادی |  |  |

در خصوص مرمت کلیسای صلیب مقدس در جزیره آختامار واقع در دریاچه وان نظرات متفاوتی ارائه گردیده‌است. حتی بعضی‌ها آن را نشانه حسن نیت ترکیه نسبت به ارمنیان تلقی کرده‌اند. قوانین و پیمان نامه‌های بین‌المللی وضعیت هزاران آثار باستانی به جا مانده از ارمنیان در خاک ترکیه و همچنین وظیفه جمهوری ترکیه در قبال این آثار در سرزمین‌های تحت کنترل آن کشور و تعهداتش نسبت به آن‌ها را مشخص کرده‌است. براساس (بند یک ماده یک پیمان لوزان) کشور ترکیه طرف اصلی پیمان می‌باشد که (قسمت سوم بند یک) همین پیمان (مواد ۳۷ الی ۴۴) به حقوق و حفظ میراث فرهنگی اقلیت‌های ملی ترکیه اختصاص دارد. ماده ۳۷ پیمان لوزان که تأکیدی بر تعهد کشور ترکیه در اجراء مواد ۳۸ الی ۴۴ می‌باشد؛ ترکیه را موظف به وضع قوانینی کرده‌است که در تناقض یا جلوگیری از اجراء این مواد نباشد حتی هیچگونه اقدامات رسمی و تصمیماتی در تناقض با این مواد نمی‌تواند بگیرد. ماده یادشده تعهد غیرقابل نقض پای ترکیه می‌باشد.
- براساس بند دوم ماده ۳۸ پیمان لوزان به تمامی ساکنان کشور ترکیه چه فردی و چه اجتماعی آزادی دین و مذهب داده می‌شود.
- براساس ماده ۴۰ پیمان به آن‌ها اجازه تأسیس مراکز دینی و مذهبی و فعالیت داده می‌شود.
- براساس بند سوم ماده ۴۲ پیمان لوزان ترکیه متعهد به حفظ کلیساها؛ کنیسه ها؛ قبرستان‌ها و هر آنچه مربوط به اقلیت‌ها است؛ می‌باشد. منظور از حفظ آن نگهداری و مرمت آن‌ها می‌باشد.
- براساس بند یک ماده ۴۴ پیمان لوزان ترکیه تعهد می‌کند تا امور مربوط به غیر مسلمانان را براساس مندرجات مواد قبلی پیمان و تحت نظارت جامعه بین‌الملل انجام دهد؛ که این وظیفه را به عهده کشورهای جامعه بین‌الملل شامل بریتانیا؛ فرانسه؛ ایتالیا و ژاپن گذاشته می‌شود. سازمان ملل متحد و شورای امنیت سازمان ملل متحد که وارثان نه تنها حق و حقوق سازمان جامعه بین‌الملل می‌باشند بلکه متعهد در قبال نظارت و پیگیری حفظ و مرمت میراث فرهنگی اقلیت ارمنی کشور ترکیه می‌باشند.
- براساس بند چهارم ماده ۴۴ هر گونه اختلافات می‌تواند توسط دادگاه حل وفصل گردد.«همچنین ترکیه اعلان قبولی می‌کند که در صورت بروز هر گونه اختلاف در خصوص اجراء مواد پیمان با طرفین امضاکننده یا با یکی از کشورهای عضو جامعه بین‌الملل؛ براساس ماده ۱۴ اساسنامه جامعه بین‌الملل امری بین‌المللی محسوب گردد. ترکیه قبول می‌کند در صورت بروز اختلاف با آن کشور از طرف یکی از امضا کنندگان پیمان موضوع به دادگاه‌های بین‌الملل ارجاع گردد. رای دادگاه دائمی بین‌الملل نهائی بوده و طبق ماده ۱۳ اساسنامه جامعه بین‌الملل لازم‌الاجرا می‌باشد.»

کشورهای امضاکننده پیمان لوزان (بریتانیا؛ فرانسه؛ ژاپن؛ رومانی و یونان) یا هر یک از کشورهای عضو شورا (شورای امنیت امروز) (۵ کشور دائم و ۱۰ کشور غیر دائم) اجازه مراجعه به دادگاه بین‌الملل علیه کشور ترکیه در خصوص میراث فرهنگی ارمنیان را دارند. کشورهای بریتانیا؛ فرانسه؛ ایتالیا و ژاپن همچنین می‌بایستی بر حفظ و مرمت میراث فرهنگی اقلیت‌های دینی و همچنین ارمنیان در کشور ترکیه نظارت کنند. با زیر پا گذشتن حقوق اقلیت‌ها، ترکیه پایه‌های حقوق بین‌الملل خود را سست می‌کند؛ زیرا تعهدات و پیمان‌های بین‌المللی می‌بایستی تمام و کمال اجرا شوند و عدم انجام تعهدات توسط یک طرف پیمان؛ طرف دیگر را نیز مبری از تعهدات خود می‌نماید. هر گونه پیمان تعهد طرف‌ها را می‌طلبد و اگر در پیمان لوزان طرف‌های ترکیه (بریتانیا؛ فرانسه؛ ایتالیا؛ ژاپن؛ رومانی و یونان) مرزهای غربی و جنوبی ترکیه را به رسمیت شناختند؛ ترکیه نیز متقابلاً تعهداتی به خصوص در اجراء مواد ۳۷ الی ۴۴ پیمان برای اقلیت‌های دینی و مذهبی کشور خود دارد.

با عدم اجراء پیمان لوزان توسط ترکیه؛ قانونی بودن کل پیمان را زیر سؤال می‌برد. براساس کنوانسیون وین وضعیت این گونه پیمان‌های بین‌المللی کاملاً واضح و روشن می‌باشد. ماده ۶۰٫۲ کنواسیون وین می‌گوید: 
«در صورت عدم اجراء هرگونه پیمان بین‌المللی از طرف یکی از کشورهای متعهد؛ به طرف‌های دیگر پیمان این حق را می‌دهد که متحداً اجرا پیمان را در کل یا موادی از پیمان یا توقف کامل آن را اعلان کنند.»
تخریب میراث فرهنگی ارمنیان توسط ترکیه فقط یک موضوع اخلاقی نیست بلکه عدم اجراء تعهدات بین‌المللی می‌باشد. مرمت یک کلیسا نمی‌تواند جمهوری ترکیه که دائماً مواد پیمان لوزان را زیر پا می‌گذارد از اجراء تعهداتش مبری کند.

## تصاحب دارایی‌های ارمنیان از سوی ترکیه
| |  |  |
| (چپ) کاخ ریاست جمهوری، محل اقامت رسمی رئیس‌جمهور ترکیه (مصطفی کمال آتاتورک) در اصل این املاک متعلق به ارمنی اُهانس کاسابیان می‌باشد. (راست) از اموال تصاحب شده از سوی ترکیه. زمینی که در آن پایگاه هوایی اینجرلیک ساخته شده متعلق به یک خانواده ارمنی بوده‌است. |  |  |

مصادره اموال ارمنی‌ها در ترکیه در ۲۷ مه ۱۹۱۵میلادی، تنها چند هفته پس از آغاز کوچ اجباری ارمنیان، مجلس عثمانی قانون مربوط به تبعیدیان را به قصد تصاحب دارایی‌های آنان تصویب کرد و کوشید تا به غارت دارایی‌های برجای مانده از ارمنیان، پس از تبعید، وجههٔ قانونی دهد. این قانون در ۱۰ ژوئن ۱۹۱۵میلادی تصویب و در ۲۶ سپتامبر ۱۹۱۵میلادی برای اجرا به کمیته‌های محلی مصادرهٔ اموال، در استان‌هایی که کوچ اجباری بومیان در آن‌ها به اجرا درمی‌آمد، ابلاغ شد. این قانون ارمنیان را «مردم کوچ داده شده» و دارایی‌های آنان را «اموال با میل خود رها شده و دارایی‌های بی صاحب» اعلام می‌کرد.
بخش عمده‌ای از مصادره‌های صورت پذیرفته طی نسل‌کشی ارمنیان، پس از تبعید آن‌ها به بیابان‌های سوریه انجام شد که دولت کالاها و دارایی‌های باقی‌مانده از ارمنیان را به عنوان دارایی‌های «رهاشده» اعلام کرد. تقریباً تمام دارایی‌های متعلق به ارمنیان ساکن میهن اجدادی خویش در ارمنستان غربی مصادره و سپس میان جمعیت مسلمان محلی تقسیم شدند.
در سال ۱۹۷۴میلادی تلاش‌هایی برای ضبط و مصادره آن دسته از دارایی‌های جامعه ارمنیان که پس از اعلام اموال در سال ۱۹۳۶میلادی به دست آمده بودند، از سر گرفته شد.
استدلال مورخان این است که مصادره انبوه دارایی‌های ارمنیان عامل مهمی در شکل‌دادن به پایه‌های اقتصادی جمهوری ترکیه بود و در واقع سرمایهای بود که به اقتصاد ترکیه تزریق شد. این تصاحب موجبات شکل‌گیری یک طبقه بورژوازی جدید و یک طبقه متوسط انحصاری را در ترکیه فراهم آورد.